# Étoile invitée de l'an -4
L'étoile invitée de l'an -4 est un évènement astronomique du type étoile invitée selon la terminologie employée par les astronomes chinois et asiatiques de l'époque, c'est-à-dire l'apparition temporaire d'un astre dans le ciel, pouvant selon les cas correspondre à une nova, une supernova, une comète ou une météorite. Cet évènement a suscité un certain intérêt dans le courant des années 1990 car il avait été proposé qu'il corresponde à l'évènement progéniteur (une supernova) du sursauteur gamma mou SGR 1900+14, hypothèse aujourd'hui abandonnée.

## Témoignage historique
Le seul témoignage historique fiable relatif à cet évènement provient du Hanshu, quoique pas dans le chapitre de cet ouvrage consacré à l'astronomie, mais dans celui des annales impériales, aussi son origine exacte est-elle incertaine. Le témoignage est extrêmement bref, mentionnant, en date du 24 avril de l'an -4, date de la mort d'un chancelier impérial, le fait qu'une étoile invitée était située dans l'astérisme Hegu situé dans la constellation occidentale moderne de l'Aigle, au niveau de tête de l'animal. Aucune mention de la durée de visibilité ou d'un éventuel mouvement n'est faite. Il n'est d'ailleurs pas certain que la date se réfère explicitement une observation de l'étoile, mais pourrait correspondre uniquement à celle de la mort du notable évoqué.

## Interprétations
En 2002, Zhenru Wang et ses collaborateurs proposent de relier cet évènement au sursauteur gamma mou SGR 1900+14. Les arguments invoqués sont une proximité relative entre la position indiquée de l'étoile invitée et celle du sursauteur gamma mou, ainsi qu'une concordance entre la date d'observation et l'estimation de l'âge de cet objet.
Les critiques de cette interprétation proviennent du fait qu'aucun élément concret ne permet de confirmer ou d'infirmer cette identification. En particulier, le témoignage ne mentionne pas explicitement que l'étoile invitée soit restée statique après son apparition, et l'hypothèse d'une comète ou d'une météorite ne peut être exclue. Quand bien même l'étoile serait restée statique, aucune durée de visibilité permettant d'exclure une nova n'est mentionnée. Finalement, seule la relative faible latitude galactique et le fait qu'un candidat possible existe dans les environs de la position répertoriée étayaient l'hypothèse d'une supernova. L'identification au progéniteur de SGR 1900+14 est également mise en difficulté par le fait que celui-ci se situe à environ 10 degrés de l'astérisme mentionnée (Hegu), et est bien plus proche d'un autre astérisme, à savoir Tianshi. À cela s'ajoute le fait que l'estimation de l'âge de SGR 1900+14 est sujet à beaucoup d'incertitude (voir Âge caractéristique), et s'étale aujourd'hui (2007) entre 500 et 2800 ans du fait du ralentissement chaotique de la période de rotation de l'astre.
L'hypothèse que cet évènement là corresponde effectivement à SGR 1900+14 reste donc extrêmement ténue; et n'est essentiellement pas reprise dans la littérature scientifique, ce qui ne l'a pas empêché d'être mentionnée sur des sites grand public, dont un de la NASA.